# Louis Saia
Louis Saia, né le 25 mai 1950 à Montréal, est un réalisateur, acteur et scénariste québécois.

## Biographie
Louis Saia est, depuis plus de 40 ans, associé à plusieurs succès de productions humoristiques de l'histoire de la télévision, du cinéma et du théâtre au Québec. Il est à la fois auteur, scripteur, metteur en scène et réalisateur de plusieurs films, pièces de théâtre ou séries télévisées populaires.
En plus d'une collaboration très étroite au fil des ans avec Louise Roy (Une amie d'enfance, Ida Lachance, Propriété privée, Bachelor), il collabore très tôt avec le comédien et scénariste Claude Meunier que ce soit à la mise en scène de spectacles du groupe Paul et Paul (1978, 1980), comme coauteur de Broue, Voyage de nuit, Monogamy, Appelez-moi Stéphane (dont il assure la mise en scène en 1980-81-82) et Les Voisins (dont il signe également la mise en scène en 1980-81 et la captation pour Radio-Québec en 1987), comme scripteur pour le duo d'humoristes Ding et Dong (1987) et Le Monde merveilleux de Ding et Dong (1991). Il participe aussi comme coauteur, toujours avec Claude Meunier, à l'écriture des émissions humoristiques de fin d'année Bonne année Roger (1981) et de Bye Bye 1982.
Louis Saia met en scène et conçoit également plusieurs des spectacles du groupe humoristique Rock et Belles Oreilles et des humoristes JiCi Lauzon, Pierre Verville et Claudine Mercier. Homme orchestre du rire, il est aussi codirecteur artistique de la série de spectacles les Lundis des Ah Ah (1984-85), entraîneur des Noirs pour la Ligue nationale d'improvisation (1986-1987) et il remporte, en 1985, le Félix du meilleur vidéoclip de l'année (sur lequel il a œuvré à titre de concepteur et de coréalisateur, avec André Gagnon) pour Rumeurs sur la ville de Michel Rivard.
Plusieurs fois nommé pour des Félix (en 1981 pour la mise en scène de Bachelor, en 1986 pour celle du spectacle de Rock et Belles Oreilles), il reçoit en 1990 le Félix pour la meilleure mise en scène avec Rock et Belles Oreilles et le Félix de la meilleure émission d'humour pour la réalisation du Monde merveilleux de Ding et Dong (1992).
En 1990, il écrit le scénario du film Le Sphinx de la banlieue qu'il réalise en 1994.
En 1993-1994, il est coauteur, toujours avec Meunier, des 26 premiers épisodes de La Petite Vie, le plus gros succès de la télévision québécoise.
De 1995 à 1998, il rédige les textes de la comédie de situation pour adolescents Radio Enfer. En parallèle, il obtient un des plus gros succès populaires du cinéma québécois pour avoir écrit, scénarisé et réalisé Les Boys (1997). Il a également réalisé et scénarisé Les Boys 2 (1998), Les Boys 3 (2001), ainsi que la série télévisée Les Boys (2007-2012).
Après La Petite Vie et Radio Enfer, il participe de temps à autre à la série Histoires de filles (1999-2008), sa troisième incursion dans le monde de la comédie de situation québécoise.

## Filmographie

### Théâtre
- 1980-82: Appelez-moi Stéphane ( mise en scène)
- 1980-82: Les Voisins (mise en scène)

### Scénariste
- 1982 : Appelez-moi Stéphane (TV) [17]
- 1987 : Les Voisins (TV)
- 1995 : Le Sphinx
- 1997 : Les Boys
- 1998 : Les Boys 2
- 2001 : Les Boys 3
- 2002 : Max Inc. (série télévisée)
- 2005 : Vice caché (série télévisée)

### Réalisateur
- 1995 : Le Sphinx
- 1995 : Radio Enfer (série télévisée)
- 1997 : Les Boys
- 1998 : Les Boys 2
- 2001 : Les Boys 3
- 2002 : Max Inc. (série télévisée)
- 2002 : Les Dangereux
- 2005 : Vice caché (série télévisée)

### Acteur
- 1990 : Le Party : Achille
- 1990 : Ding et Dong, le film : Crowbar
- 2009 : Dédé, à travers les brumes : Raymond Paquin [18]

### Script-éditeur
- 1995 : Radio Enfer (série télévisée)
- 1998 : Histoires de filles (série télévisée)

## Récompenses et nominations

### Récompenses
- 1976 - Prix littéraires Radio-Canada
- 1999 - Prix Hommage de Juste pour rire

## Distinctions
- Médaille d'honneur de l'Assemblée nationale, 2009[19]